# 阿米埃拉
阿米埃拉是葡萄牙埃武拉区的一个堂区。总面积98.36平方公里，总人口436人，人口密度4.4人/平方公里。